# Пояна (Телеорман)
Пояна (рум. Poiana) — село у повіті Телеорман в Румунії. Входить до складу комуни Чуперчень.
Село розташоване на відстані 119 км на південний захід від Бухареста, 39 км на південний захід від Александрії, 111 км на південний схід від Крайови.

## Населення
За даними перепису населення 2002 року у селі проживали 818 осіб, з них 814 осіб (99,5%) румунів. Усі жителі села рідною мовою назвали румунську.